# Zoltán Kovács (Fußballspieler, 1973)
Zoltán Kovács (* 24. September 1973) ist ein ehemaliger ungarischer Fußballspieler.

Kovács war Kapitän und Fanliebling bei Újpest Budapest. Im Januar 2009 beendete er seine Karriere bei ETO Győr.

## Erfolge
- Ungarischer Vizemeister: 1997, 2006
- Chinesischer Meister: 2004